# デニス・ウルブコ

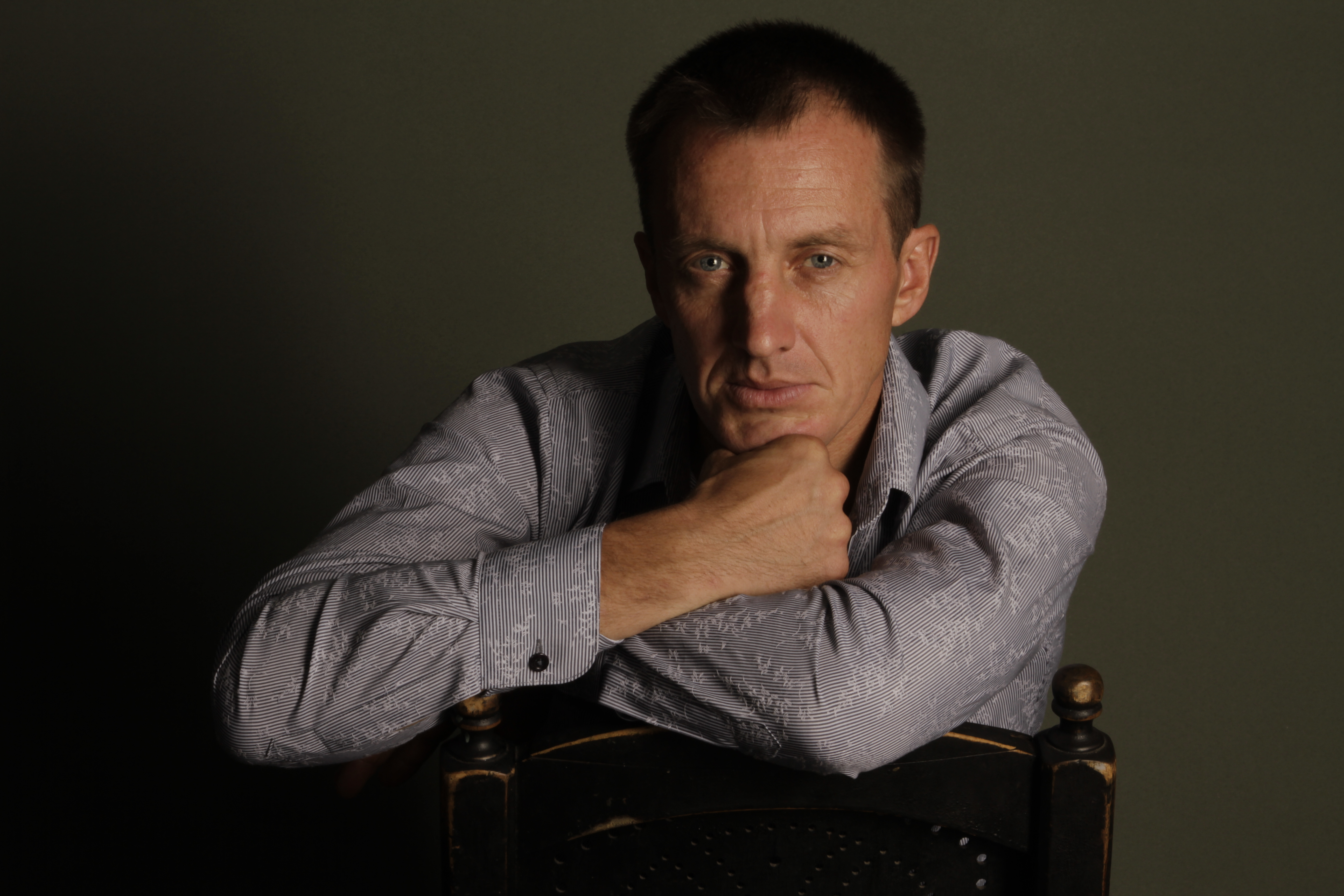
デニス・ウルブコ

デニス・ウルブコ(Denis Urubko、1973年7月29日-)は、カザフスタンの登山家である。2009年、14座の8000メートル峰を全て登頂した15人目の人物となった。
2006年、彼はエルブルス山の登攀速度を競う大会に出場し、アザウ基地から頂上まで3時間55分58秒で登り、新記録を達成して優勝した。この時は、垂直方向にほぼ3,250m上昇し、1時間あたり800m以上登ったことになる。第2位よりも40分近く早く登り切った。またハン・テングリでの大会にも優勝し、この時は4,200mのベースキャンプから7,010mの頂上まで登り、ベースキャンプに戻ってくるまでの時間が12時間21分で、2位に3時間以上の差を付けた。
ウルブコは2つの8000メートル峰で冬季初登頂に成功した。2009年には、シモーネ・モーロと共にマカルー冬季初登頂、2011年にはシモーネ・モーロ、コリー・リチャーズと共にガッシャーブルムII峰冬季初登頂を果たした。チョ・オユー、マナスル、ブロード・ピークでは新ルートも開拓した。合計で、彼は8000メートル峰に19度登頂した。1999年には、わずか42日間で5つの7000m峰に登頂し、w:Snow Leopard awardを受賞した。ウルブコは、酸素ボンベを背負わずに登山を行うスタイルである。